# Four Letter Lie
Four Letter Lie — американський постгардкор-гурт із Міннеаполіса, штат Міннесота.

## Історія
Гурт був створений у 2004 році і випустив мініальбом під назвою Her Escape у травні 2005 року. Після релізу гурт розпочав щільний гастрольний графік, який включав виступи в турах Warped Tour і Taste of Chaos. Гурт виграв онлайн-голосування, щоб відкрити концерт Taste of Chaos у Сент-Полі, штат Міннесота наступного року, до того часу гурт підписав контракт з Victory Records.
Перший альбом гурту на лейблі Victory, Let Your Body Take Over, вийшов в жовтні 2006 року і мав успіх у регіональних продажах, хоча й отримав неоднозначні відгуки від прес-агенцій.
Гурт продовжував гастролювати протягом 2007 року і з того часу записав новий альбом What a Terrible Thing to Say, який вийшов 19 лютого 2008 року. Альбом посів 31 місце в чарті Billboard Top Heatseekers. Навесні 2008 року Four Letter Lie гастролювали з A Skylit Drive, Oh, Sleeper і Memphis May Fire, а влітку провели в турне з Dance Gavin Dance і A Static Lullaby, а потім завершили тур 2008 року з Pierce the Veil, Emarosa і Breathe Carolina.
30 березня 2009 року гурт опублікував блог на своєму MySpace, оголосивши, що Кевін покинув гурт і з того часу приєднався до A Day to Remember у червні. 4 липня 2009 року гурт оголосив через MySpace, що їхній барабанщик Дерек Сміт покинув гурт, щоб зайнятися реп-кар'єрою як сольний виконавець під псевдонімом MOD SUN, а Джон Вальтманн переключився з бас-гітари на гітару.
Третій альбом гурту, A New Day, вийшов 13 жовтня 2009 року на лейблі Victory Records. Вони провели кілька турів на підтримку нового релізу, включаючи повний тур по США з Love Hate Hero, Sleeping With Sirens і Of Machines. Гурт також завершив канадський тур у квітні з We Came As Romans і продовжував підтримувати їх у травні в США. Їхній повний національний тур по США для їх третього релізу A New Day відбувся в червні-серпні 2010 року.
29 травня гурт оголосив про підписання контракту з Artery Recordings, а також про вихід нового мініальбому «Like Structures» 5 серпня 2014 року. До складу «Like Structures» увійшли учасники-засновники Браян Наган, Джон Уолтманн і Коннор Келлі, а також Ентоні Джонс, який вперше після виходу Кевіна Скаффа записав чистий вокал. Альбом також повернув барабанщика Тімоті Джаву, який грав з такими гуртами, як Dead To Fall і Darkest Hour. Перший трек з альбому під назвою «Inversion» гурт випустив 5 червня 2014 року.

## Склад
| Поточний склад - Браян Наган — гроулінг (2004–дотепер) - Коннор Келлі — соло-гітара (2009–дотепер); ритм-гітара (2004—2009) - Джон Вальтман — ритм-гітара (2009–дотепер); бас (2004—2009) - Тімоті Ява — барабан, перкусія (2012–дотепер) - Ентоні Джонс — бас, чистий вокал (2011–дотепер) | Колишні учасники - Кевін Скафф — соло-гітара, чистий вокал, фортепіано (2004—2009) - Дерек Сміт — ударні, перкусія (2004—2009) - Луїс Гемел — бас, бек-вокал (2009—2011) - Тей Райт — ударні, перкусія (touring 2009—2011) |

### Шкала
Не вдається зібрати вхід EasyTimeline:

Timeline generation failed: 7 errors found

Line 6: TimeAxis = orientation: horizontal format: yyyy

- TimeAxis definition incomplete. No value specified for attribute 'orientation'.

Line 7: Legend = orientation: vertical position: bottom columns:4

- TimeAxis definition incomplete. No value specified for attribute 'horizontal'.

Line 8: ScaleMajor = increment:2 start:2004

- TimeAxis definition incomplete. No value specified for attribute 'format'.

Line 9: ScaleMinor = increment:2 start:2004

- TimeAxis definition incomplete. No value specified for attribute 'yyyy'.

Line 22: BackgroundColors = bars: bars

- BackgroundColors definition incomplete. No value specified for attribute 'bars'.

Line 23: ScaleMajor = increment:2 start:2004

- BackgroundColors definition incomplete. No value specified for attribute 'bars'.

Line 42: PlotData=

- PlotData invalid. No (valid) command 'TimeAxis' specified in previous lines.

## Дискографія
Студійні альбоми
- Let Your Body Take Over (2006)
- What a Terrible Thing to Say (2008)
- A New Day (2009)

Мініальбоми
- Her Escape (2005)
- This Scarecrow Needs a Flame (2005)
- Like Structures (2014)